# Mantelete (Canhão)
Mantelete é a designação dada a uma parte especifica da blindagem de um veículo blindado de combate, o objetivo de tal é proteger a abertura qual o cano do canhão se projeta para fora, seja da torre ou chassi, dependendo do veiculo. Na maioria dos veículos da Segunda Guerra Mundial, em especial os alemães, o mantelete cobria ambos a arma principal e a arma coaxial, muitas vezes representava a parte da blindagem com maior espessura, porém após a Guerra Fria na qual ficou claro o problema causado pelo fato de que muitas vezes o mantelete era diretamente conectado a arma, o que tornava muito difícil inclina-la dado o peso extra de tamanha blindagem (muitas vezes qual danificava os primitivos estabilizadores) os manteletes tornaram-se quase obsoletos na vista de certos países, como o Reino Unido, a exemplo de seu Chieftain que dispensa totalmente o seu uso.  Ainda hoje porém veículos como o Leopard alemão e o M1 Ambrams norte-americano ainda o utilizam, porém em tais tanques a área coberta pelo mantelete é mínima em vista que por se tratar de uma das partes com menor blindagem, torna-se um alvo fácil que, caso penetrada poderia mesmo desabilitar a arma do veículo.

## Galeria

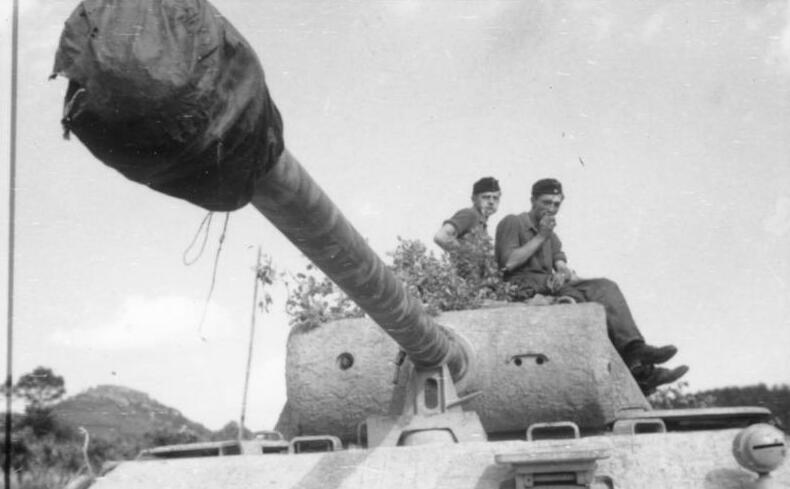
Mantelete de um tanque "Pantera" alemão, na Itália.
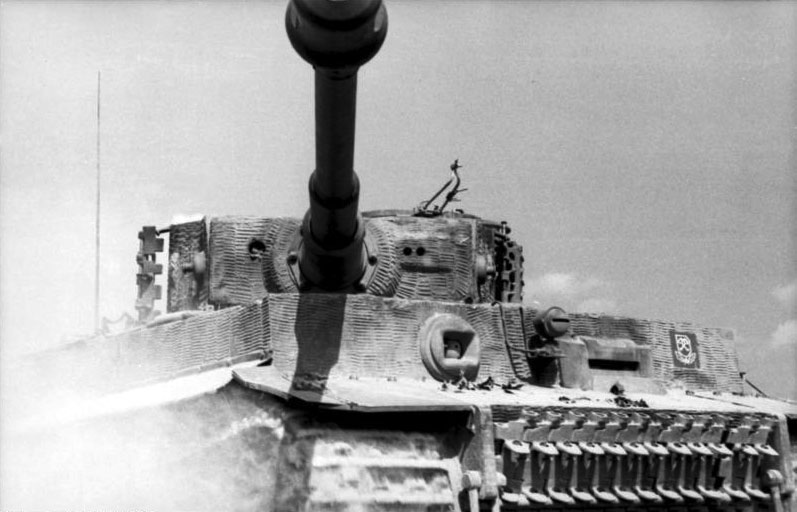
Mantelete de um tanque "Tigre I" alemão, no norte da África.
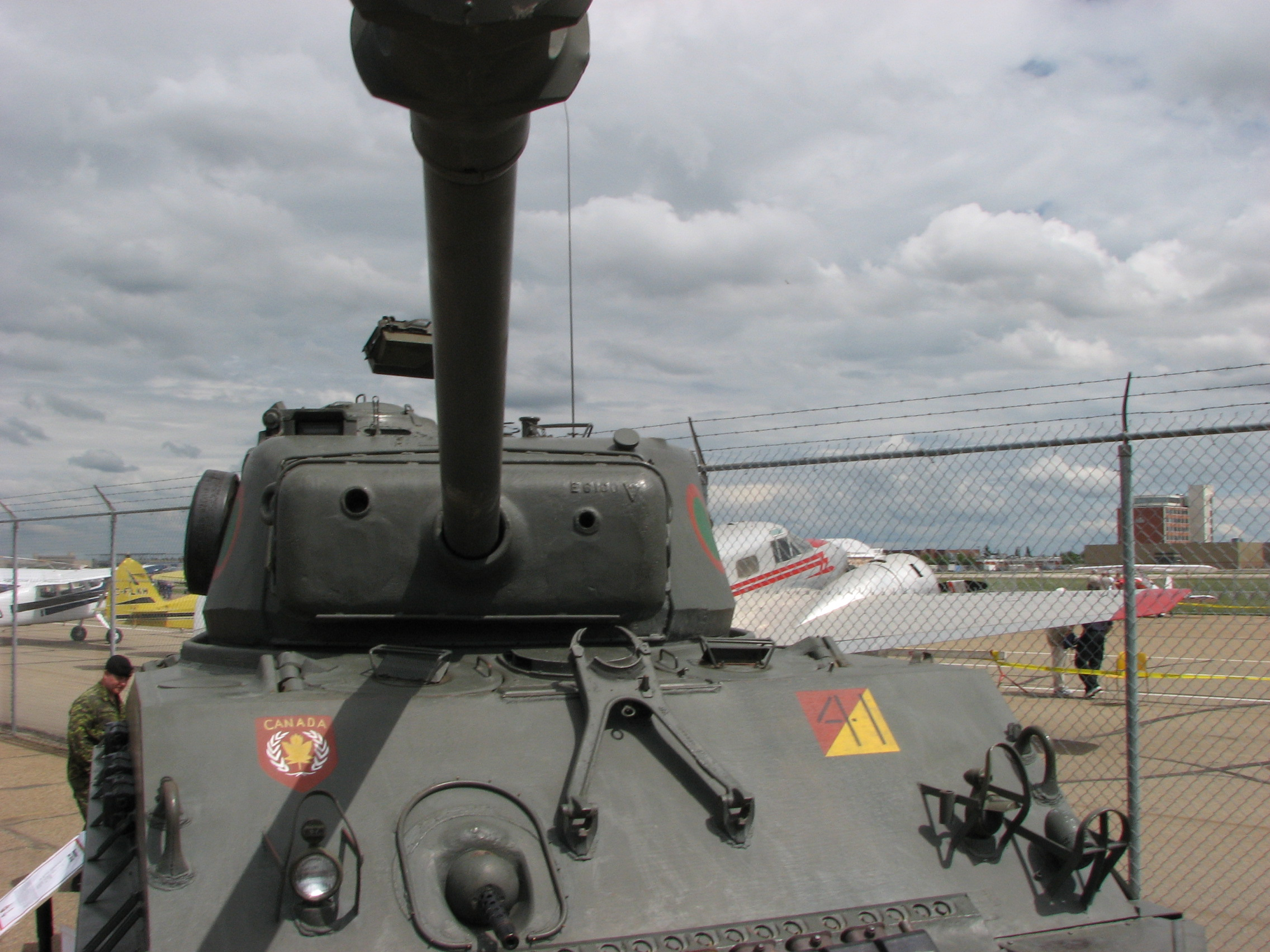
Mantelete de um tanque M4 A2 E8 "Sherman" norte-americano.
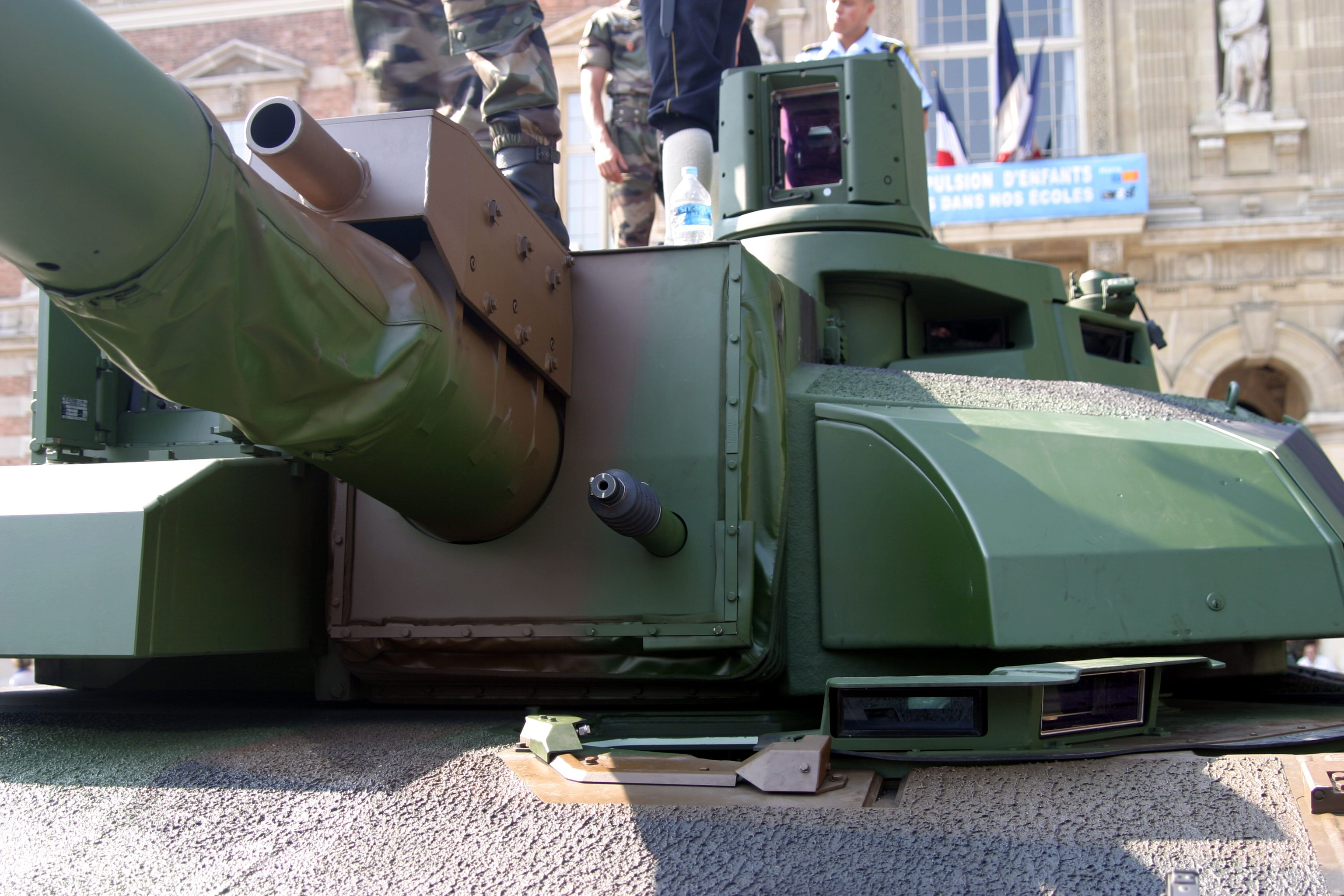
Mantelete de um tanque Francês moderno, o "Leclerc". Nota-se a arma coaxial.
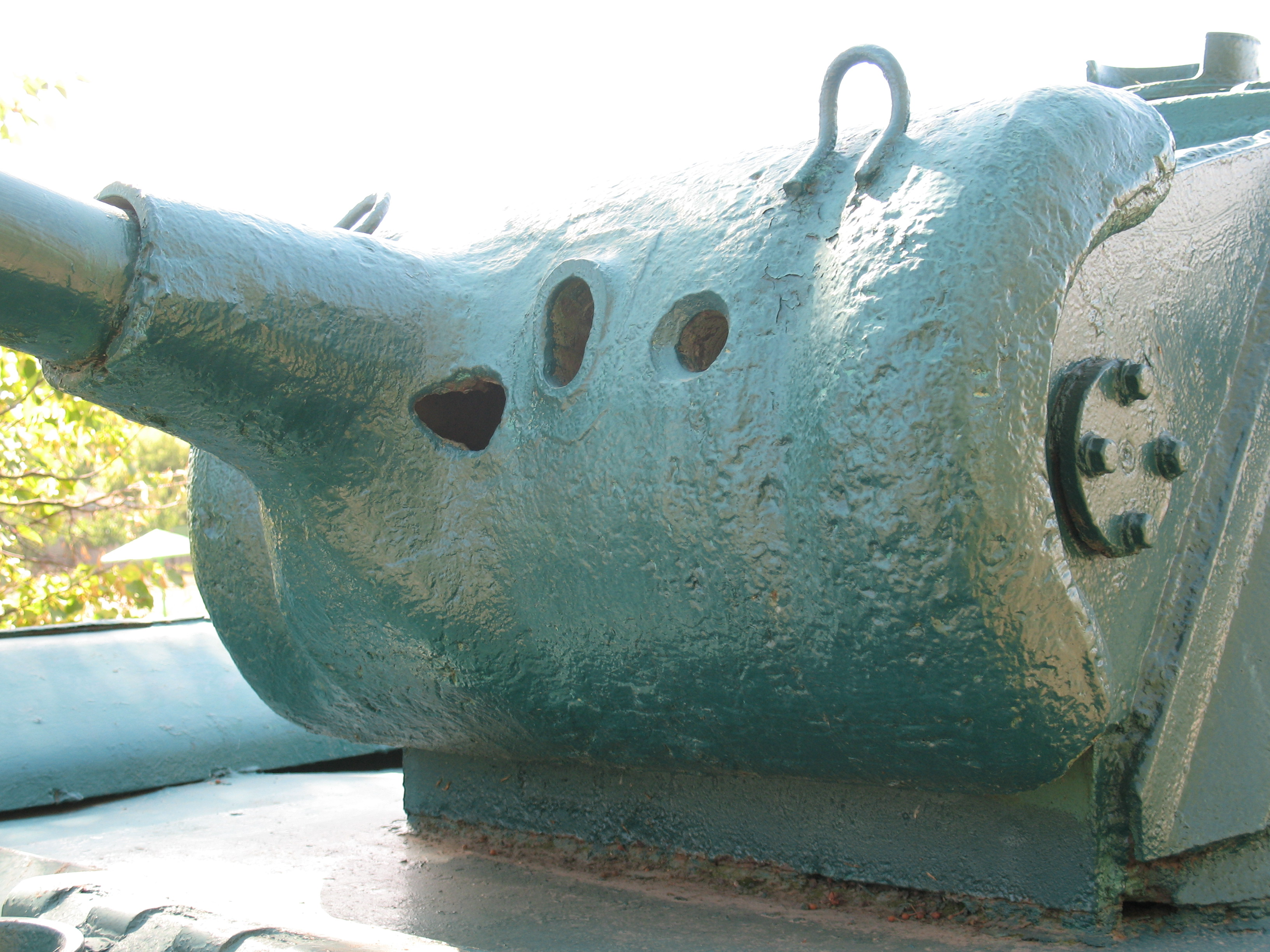
Mantelete de um T-70 soviético, além da arma coaxial notar também o fato do mantelete ser fundido.
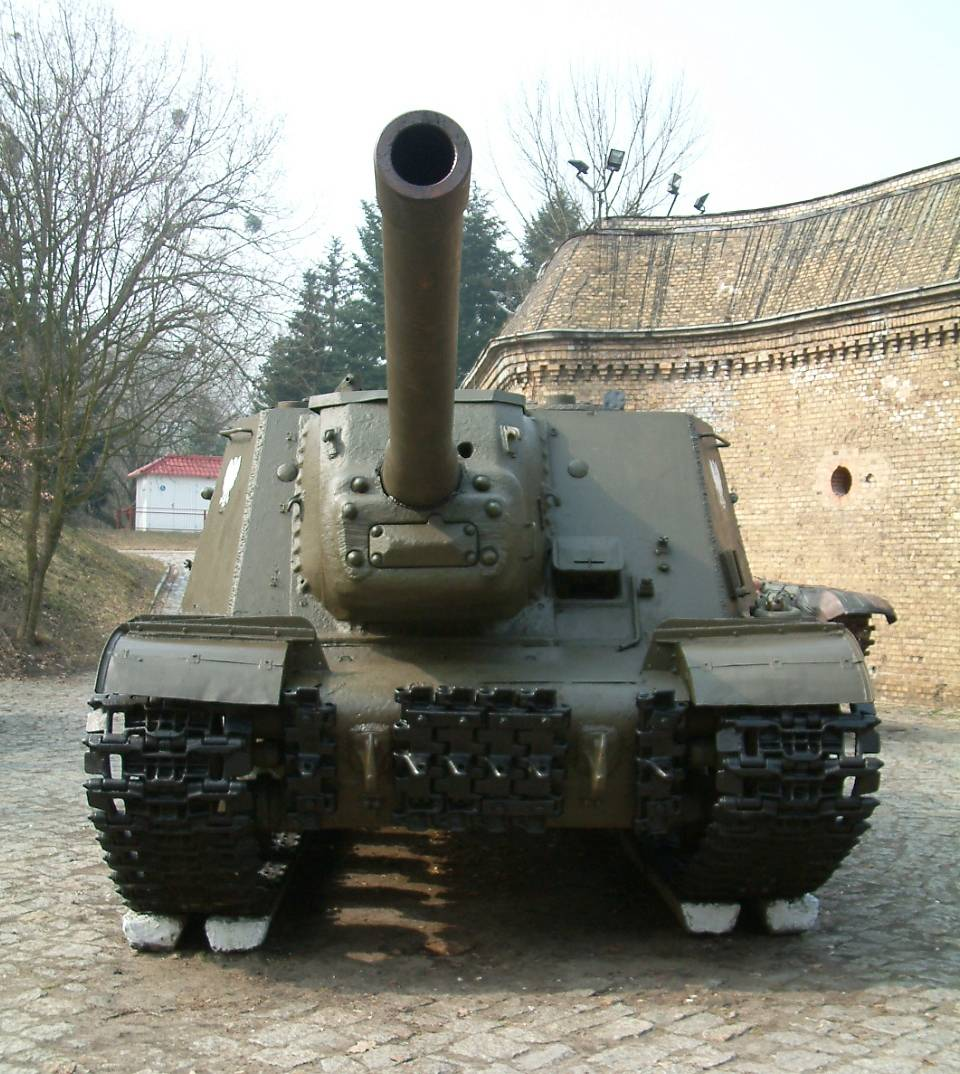
Mantelete de um ISU-122 soviético, notar tamanha espessura.
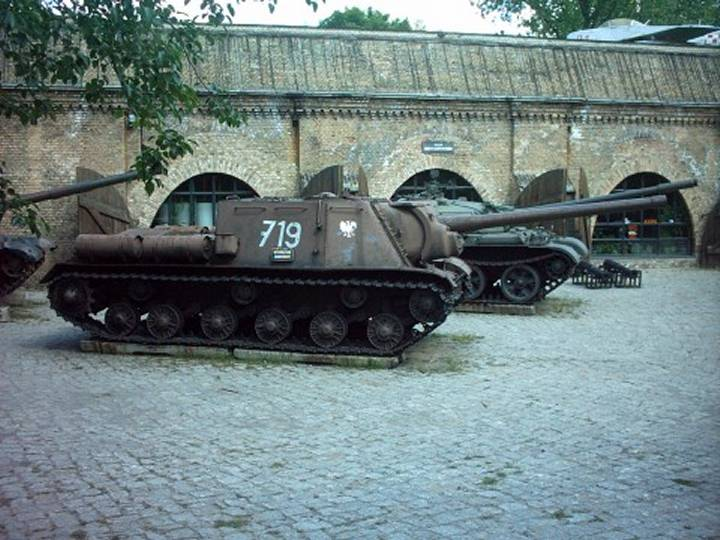
Vista lateral do ultimo, onde mais uma vez destaca-se a espessura do mantelete, ao fundo um veiculo soviético da era da guerra fria já com um mantelete pequeno.

## Referencias
1. ↑  Tucker, Spencer (2004). Tanks: An Illustrated History of Their Impact (em inglês). [S.l.]: ABC-CLIO